# Дарниця (село)
Да́рниця — село в Україні, у Новомар'ївській сільській громаді Вознесенського району Миколаївської області. Населення становить 32 осіб. Колишній орган місцевого самоврядування — Ганнівська сільська рада.

## Населення
Згідно з переписом УРСР 1989 року чисельність наявного населення села становила 37 осіб, з яких 17 чоловіків та 20 жінок.
За переписом населення України 2001 року в селі мешкали 32 особи. 100 % населення вказало своєю рідною мовою українську мову.